# Cronómetro evolutivo
Un cronómetro evolutivo es una molécula usada para la determinación de las relaciones filogenéticas entre organismos, es decir mide el cambio evolutivo. Un buen cronómetro evolutivo debe reunir las siguientes características:
- Transferencia vertical: no puede darse transferencia cruzada.
- Presencia universal: debe estar en todos los organismos, debe ser común a todas las células.
- Constancia funcional: desde un principio debe haber conservado la misma función (o bien una equivalente).
- Tamaño adecuado: debe reunir una cantidad de información suficiente.
- Regiones constantes y regiones variables: las posiciones de las regiones constantes. ayudan a sincronizar (posicionar) las secuencias y luego a comparar las regiones variables.
- Baja tasa de mutación en las regiones variables.

Los cronómetros evolutivos más usados actualmente son el rRNA 16S de los ribosomas de Procariotas (o 18S de Eucariotas),la subunidad beta de las ATPasas y algunos genes funcionales.